# Петър Нейчев (икономист)
Д-р ик.н. инж. Петър Нейчев е български икономист, финансист, преподавател.

## Биография
Петър Нейчев Нейчев е роден на 8 август 1948 г. в град Пловдив. Завършва висшето си образование през 1970 г. във ВМЕИ “Ленин” (дн. Технически университет) София, специалност „Автоматика и телемеханика”.
През 1983г. завършва задочно  ВИИ „Карл Маркс” (дн. УНСС) специалност „Икономика на промишлеността”. Специализира в Германия, СССР, Чехословакия, САЩ – „Bank of America”. Работи в Цюрих (Швейцария) и Виена (Австрия). През 2005 година защитава дисертация на тема „Финансов анализ на предприятието” и става доктор на икономическите науки. Водил е лекторски курсове по специализирани програми за студенти в България и чужбина.
Работи в системата на БНБ – Окръжна банка Пловдив като заместник главен директор и директор на „Банксервиз – юг”. Основава “Популярна каса” през 1992 г. Директор е в Банка „Славяни” и „Агробизнесбанк”.
Председател е на Съвета на директорите на холдинг „Корпорация за технологии и иновации” АД, Пловдив. Председател е на управителните тела на други публични дружества: „Пловдив Тех Парк” АД, „Орфей Клуб Уелнес” ЧПГИКН "Акад. Благовест Сендов", „ИТ Академия“ и др.
Освен в частния сектор като водещ български финансист, д-р ик.н. инж. Петър Нейчев активно участва в неправителствения сектор на Република България, като член на националните ръководства или съучредител на:
- Асоциация на индустриалния капитал;
- Съюза на икономистите в България;
- Фондация „Футбол 94”;
- Сдружение „Българска федерация по водомоторен спорт”;
- Кооперативен съюз „Асоциация на популярните каси в Интернет”;
- Сдружение за Пловдив – ДЗЗД;
- Фондация „Родопски форум”;
- Фондация „Международен институт за изследване на кооперациите”;
- Сдружение „Регионални научно-технически съюзи с Дом на науката и техниката – Пловдив”;
- Сдружение Елитен спортен клуб „Морски сговор”;
- Сдружение „Българска асоциация на кредитните кооперации и организации за микрофинансиране”.

Носител е на наградата за благотворителност „Пол Харис” на Ротари интернешънъл, почетния медал „За хората с добри сърца” на Фондация „Помогни на нуждаещите се” за 2007 година и Награда „Пловдив” на Община Пловдив за меценатство на изкуството през 2008 година.
Автор е на четири книги в областта на финансите.
Като пловдивчанин е участвал в:
- Създаването на „Банксервиз” АД и „Българска земеделска и кооперативна банка” (банка „Хеброс”) – Пловдив;
- Създаването на кооперация „Популярна каса” – Пловдив, „Популярна каса-95” АД (инвестиционен посредник с 25 клона в България и достигнал челното 5-то място в класацията на инвестиционните посредници), Кооперация „ЕКД Аутомол”;
- Развитието на „Агробизнесбанк” АД – Пловдив като универсална търговска банка с 30 клона в България;
- Създаването на Национален инвестиционен фонд „Съединение”, Пловдив – емитирал акции през 1992 г.;
- Създаването на финансова къща „Акцепт инвест” АД, Национален приватизационен фонд „Съединение”, „Балкан сис” АД;
- Изграждането на публични дружества листвани на „БФБ-София” АД: „Корпорация за технологии и иновации” АД, „Атлас Финанс” АД (дн. “Етик Финанс” АД), „Оптела” АД (дн. Пловдив Тех Парк АД) и „Орфей Клуб Уелнес” АД;
- Основател и издател на списания „Банки, Инвестиции, Пари”, „Финанси”, „Клуб Орфей” и финансовата медия www.financebg.com;
- Създаването на проект „Бизнесмрежа за българите по света” (БмБС) и проект „Уелнесзона Марица”;
- Книгите: „Бизнес Мрежи „Съединение“ ,”През Прехода и Кризата“, „Бяла книга за нова високотехнологична индустриализация 2015-2025г.”,  „Уелнес  за всеки”, „Банковите кризи и истината за Агробизнесбанк“;

Заместник-председател е на „Съюза на икономистите в България” (СИБ) от 2007 година. Председател е на Съвета на настоятелите на Международно висше училище по информатика и електронно лидерство “Махатма Ганди” (МВУИЕЛ).